# Stuart Freedman
Stuart Jay Freedman, né le 13 janvier 1944 à Los Angeles et mort le 10 novembre 2012 à Santa Fe (Nouveau-Mexique), est un physicien américain connu pour ses travaux sur une expérience de test de Bell avec John Clauser ainsi que pour ses contributions à la physique nucléaire et des particules, en particulier la physique des interactions faibles.

## Biographie
Il est étudiant diplômé à l'Université de Californie à Berkeley sous la direction d'Eugene Commins, où il travaille avec son collègue étudiant diplômé Steven Chu. Il est également récipiendaire du prix Tom W. Bonner 2007 de physique nucléaire.
En mémoire de ses contributions, la Société américaine de physique (APS) créé un prix en son nom, le Stuart Jay Freedman Award in Experimental Nuclear Physics. Il est élu membre de l'APS en 1984 pour "d'importantes études sur les phénomènes d'interactions faibles dans les noyaux".